# Centro de arte feminista Elizabeth A. Sackler
El Centro de Arte Feminista Elizabeth A. Sackler está ubicado en el cuarto piso del Museo de Brooklyn, Nueva York, Estados Unidos. 

## Historia
El Centro de Arte Feminista Elizabeth A. Sackler se inauguró el 23 de marzo de 2007 en el Museo de Brooklyn como el primer espacio público especializado en arte feminista en el país. Tiene como objetivo facilitar un entorno atractivo para concienciar sobre el impacto del feminismo en la cultura, tratando de vincular el arte feminista, la teoría y el activismo. Su fundadora, Elizabeth A. Sackler, es una filántropa y coleccionista de arte.
Desde 2007 acoge permanentemente la emblemática obra de arte feminista de Judy Chicago, The Dinner Party.
El centro es una plataforma de defensa de los derechos de las mujeres, cuenta con un espacio para organizar encuentros y sus galerías presentan exposiciones aclamadas por la crítica. El Council for Feminist Art, un grupo de miembros, apoya la actividad del Centro de Arte Feminista Elizabeth A. Sackler.

## Obras
The Dinner Party es la pieza central del Elizabeth A. Sackler, espacio concebido y desarrollado por la premiada arquitecta Susan T. Rodríguez.
La instalación dedicada a Judy Chicago consta de una mesa triangular, símbolo de la igualdad y de la feminidad, en la que se sientan 39 mujeres, históricas o mitológicas, fundamentales para la historia del mundo occidental. Cada plato, hecho en cerámica con formas vaginales, y cada mantel se asignan a una de estas mujeres y están decorados en relación con ellas. En el suelo, sobre azulejos, aparecen los nombres de otras mujeres históricas que, finalmente, hacen el número total de 999. Esto sugiere que la persona que entra a visitar la instalación se convierte en la número 1000, como parte y heredera de esa genealogía femenina.
La pieza, cuya presencia es permanente en el museo, está rodeada por dos espacios expositivos y un centro de estudios que se puede transformar en foro académico o galería multimedia, según sea necesario, mediante un gran muro giratorio.

## Exposiciones
La exposición inaugural del centro, "Feminismos globales", fue la primera exposición internacional dedicada exclusivamente al arte feminista desde 1990 hasta el presente.Algunas de las principales exposiciones desarrolladas en los últimos años en el centro son: 
- "Pharaohs, Queens, and Goddesses", febrero, 2007 –febrero de 2008
- "Art of Our Own: Women Ceramicists from the Permanent Collection", marzo de 2007 – julio de 2008
- "Global Feminisms Remix", agosto de 2007 – febrero de 2008
- "Ghada Amer: Love Has No End", febrero–octubre de 2008
- "Votes for Women", febrero–noviembre de 2008
- "Burning Down the House: Building a Feminist Art Collection", octubre de 2008-abril de 2009
- "The Fertile Goddess", diciembre de 2008-mayo de 2009
- "Reflections on the Electric Mirror: New Feminist Video", mayo de 2009-enero de 2010
- "Patricia Cronin: Harriet Hosmer, Lost and Found'", junio de 2009-enero de 2010
- "Healing the Wounds of War: The Brooklyn Sanitary Fair of 1864", enero–octubre de 2010
- "Kiki Smith: Sojourn", febrero–septiembre de 2010
- "Seductive Subversion: Women Pop Artists, 1958–1968", octubre de 2010 – enero de 2011
- "Sam Taylor-Wood: 'Ghosts'", octubre de 2010-agosto de 2011
- "Lorna Simpson: Gathered", enero–agosto de 2011
- "Matthew Buckingham: 'The Spirit and the Letter'", septiembre de 2011-enero de 2012
- "Eva Hesse Spectres 1960", septiembre de 2011-enero de 2012
- "Newspaper Fiction: The New York Journalism of Djuna Barnes, 1913–1919, enero–agosto de 2012
- "Rachel Kneebone: Regarding Rodin", enero–agosto de 2012
- "Materializing 'Six Years': Lucy R. Lippard and the Emergence of Conceptual Art", septiembre de 2012–febrero de 2013
- "Wish Tree", noviembre de 2012–enero de 2013
- "'Workt by Hand': Hidden Labor and Historical Quilts", marzo–septiembre, 2013
- "Käthe Kollwitz: Prints from the 'War' and 'Death' Portfolios", marzo–noviembre de 2013
- "Artist Project: Between the Door and the Street", octubre–noviembre, de 2013
- "Wangechi Mutu: A Fantastic Journey", octubre de 2013–marzo de 2014[8]
- "Twice Militant: Lorraine Hansberry’s Letters to 'The Ladder'," noviembre de 2013–marzo de 2014
- "Chicago in L.A.: Judy Chicago's Early Work", 1963–74, abril–septiembre, 2014
- "Judy Chicago’s Feminist Pedagogy and Alternative Spaces", septiembre–noviembre de 2014
- "Beverly Buchanan—Ruins and Rituals", Octubre, 2016–marzo de 2017
- "Marilyn Minter: Pretty/Dirty", noviembre de 2016–mayo de 2017
- "Iggy Pop Life Class by Jeremy Deller", noviembre de 2016–junio de 2017
- "Infinite Blue", noviembre de 2016
- "A Woman’s Afterlife: Gender Transformation in Ancient Egypt", diciembre de 2016
- "Georgia O’Keeffe: Living Modern", marzo–julio de 2017[9]
- "We Wanted a Revolution: Black Radical Women", 1965–85, abril–septiembre de 2017
- "Roots of “The Dinner Party”: History in the Making", octubre de 2017 - marzo de 2018
- "Radical Women: Latin American Art, 1960–1985", abril-julio de 2018[10]
- "Frida Kahlo: Appearances Can Be Deceiving", febrero-mayo de 2019[11]

## Base de datos de arte feminista
Una iniciativa original del Centro de Arte Feminista es su "Feminist Art Base". Esta base de datos es una selección de artistas pasadas y presentes cuyo trabajo refleja ideas y preocupaciones feministas, como por ejemplo Karen Heagle, Julia Kunin o Clarity Haynes. Cada perfil incluye biografías, curriculum vitae y obras significativas. Esta base de datos personal y viva desea ser un recurso integral para contribuir a la misión del centro que es: «presentar el feminismo de manera accesible y relevante, educar a las nuevas generaciones sobre el significado del arte feminista y crear conciencia sobre las contribuciones culturales del feminismo».

## Premios Sackler Center
En marzo de 2012, el Centro de Arte Feminista Elizabeth A. Sackler celebró su quinto aniversario honrando a quince mujeres contemporáneas con los Primeros Premios Sackler Center. Los premios, concebidos por Elizabeth Sackler, se otorgan cada año desde entonces a las mujeres que han roto barreras de género y destacado por su contribución en su campo profesional respectivo. Las homenajeadas han sido:
2016:
- Angela Davis

2015:
- Miss Piggy[14]

2014:
- Anita Hill

2013:
- Julie Taymor

2012:
- Sandra Day O'Connor
- Marin Alsop
- Connie Chung
- Johnnetta B. Cole
- Wilhelmina Cole Holladay
- Sandy Lerner
- Lucy R. Lippard
- Wilma Mankiller (póstuma)
- Toni Morrison
- Linda Nochlin
- Jessye Norman
- Judith Rodin
- Muriel Siebert
- Susan Stroman
- Faye Wattleton